# چرخ فلک (فیلم ۱۳۴۶)
چرخِ فلک فیلمی ایرانی به کارگردانی و نویسندگی صابر رهبر محصول سال ۱۳۴۶ است. در این فیلم محمدعلی فردین، رضا بیک ایمانوردی و آذر شیوا نقش آفرینی کرده‌اند.
مجید فرید فر که در این فیلم و چند فیلم دیگر نقش کودکی فردین را بازی کرده بعد از انقلاب و شروع جنگ در حالی که تازه ازدواج کرده بود به جبهه رفت و شهید شد‌.این فیلم بازسازی فیلم آواره ساخته راج کاپور است.

## داستان فیلم
محمد علی یا ممل کودکی که به همراه مادرش زندگی سختی را می‌گذراند و همزمان با درس خواندن دستفروشی می‌کند؛ در جشن تولد دختر همکلاسی پولدارش از طرف پدر خواندهٔ دختر به گناه بی پدر بودن تمسخر و تحقیر می‌شود.
پسرک وقتی برای تهیهٔ داروی مادر بیمارش پول کافی ندارد؛ ناچار به کمک گرفتن از فردی می‌شود که او را به راه کج و جیب بری و دزدی می‌کشاند.
این کودک سالها بعد در سن جوانی نشان داده می‌شود که به جرم جیب بری در زندان به سر می‌برد(فردین).
ممل پس از آزادی از زندان هم به دزدی ادامه می‌دهد تا این که به‌طور اتفاقی با دختری روبرو می‌شود که همکلاسی دوران بچگی او بوده و دوستش داشته (آذر شیوا).
ممل که برای قاچاق کردن مواد مخدر از سوی فردی که او را زمانی وارد دنیای بزهکاری کرده تحت فشار قرار دارد، با توصیه دختر، تصمیم می‌گیرد به زندگی شرافتمندانه بازگردد. از این‌رو در کارخانهٔ پدر خواندهٔ دختر به کارگری می‌پردازد. اما قاچاقچی‌ها و دزدان دست از سر او برنمی‌دارند و باعث می‌شوند که او کارش را ازدست داده و چاره ای به جز همکاری در قاچاق مواد مخدر نداشته باشد.
ممل بار دیگر نزد آنها برمی‌گردد ولی این بار در برابرشان می‌ایستد و طی یک سلسله ماجرای فیلم فارسی و فیلم هندی وار، همه‌شان را گرفتار قانون می‌کند.
در نهایت هم ممل هم به دختر دلخواهش می‌رسد و هم پدر گمشده اش نظام الملک که همان پدر خواندهٔ دختر است را می‌بخشد و همه با هم زندگی می‌کنند.

## بازیگران
- محمدعلی فردین
- رضا بیک ایمانوردی
- آذر شیوا
- شهلا ریاحی
- نعمت‌الله پیشواییان
- هوشنگ بهشتی
- لیلا فروهر
- مانوئل ماروتیان